# Rock Hudson
Rock Hudson (nascido Roy Harold Scherer Jr.; Winnetka, 17 de novembro de 1925 — Beverly Hills, 2 de outubro de 1985) foi um ator norte-americano. Apesar de ter sido amplamente conhecido como um galã nos anos 1950 e 1960, muitas vezes estrelando comédias românticas ao lado de Doris Day, Hudson também é reconhecido por papéis dramáticos em filmes como Giant e Sublime Obsessão. 
Hudson foi votado Estrela do Ano, Galã Favorito, e títulos semelhantes por inúmeras revistas de cinema. O ator de 1,9177 m de altura foi uma das estrelas de cinema mais populares e mais conhecidas do seu tempo. Ele completou cerca de 70 filmes e estrelou em várias produções para a televisão durante uma carreira que durou mais de quatro décadas. Hudson faleceu em 1985, tornando-se a primeira grande celebridade a morrer de uma doença relacionada à AIDS.

## Primeiros anos
Hudson nasceu em Winnetka, Illinois, filho único da telefonista Katherine Wood (de ascendência inglesa e irlandesa) e do mecânico de automóveis Roy Harold Scherer, Sr. (de ascendência alemã e suíça), que abandonou a família no auge da Grande Depressão. Sua mãe se casou novamente e seu padrasto, Wallace "Wally" Fitzgerald, o adotou e mudou seu sobrenome para Fitzgerald. Os anos de Hudson na escola New Trier High School não foram notáveis, embora ele cantasse no coro da escola e fosse lembrado como um garoto tímido que entregava jornais, fazia tarefas, e que trabalhou como caddie de golfe.
Depois de terminar o colegial, ele serviu nas Filipinas como mecânico de manutenção de aeronaves para a Marinha dos Estados Unidos durante a Segunda Guerra Mundial. Em 1946, Hudson se mudou para Los Angeles para tentar a carreira de ator e se candidatou no programa de dramaturgia da Universidade do Sul da Califórnia, mas foi rejeitado devido a notas baixas. Ele trabalhou como motorista de caminhão por algum tempo, ansiando por ser ator mas sem sucesso em entrar na indústria cinematográfica. Depois de mandar ao caçador de talentos Henry Willson uma foto sua de 1947, Willson assumiu Hudson como cliente e mudou seu nome para Rock Hudson, apesar de Hudson mais tarde ter admitido que odiava o nome.

## Carreira
Hudson fez sua estreia com um pequeno papel no filme de 1948 da Warner Bros Sangue, Suor e Lágrimas, e foram necessários 38 takes para ele desempenhar corretamente a sua única fala no filme. Hudson foi então treinado em atuação, canto, dança, esgrima, e montagem a cavalo na Universal International, e ele começou a ser destaque em revistas de cinema onde foi promovido (possivelmente devido à sua boa aparência).
Em 1953, ele apareceu em um comercial dos cigarros Camel o qual o mostrava no set do filme Seminole.

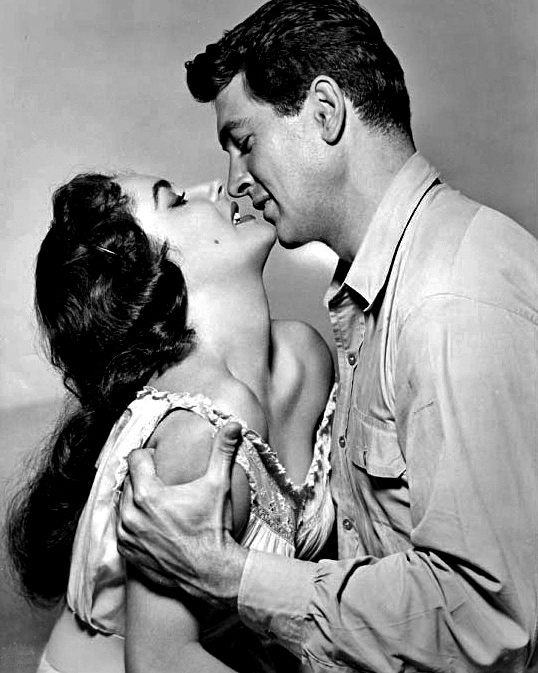
Hudson, fotografado com Elizabeth Taylor em Giant (1956), filme que levou à sua primeira indicação ao Oscar

O sucesso e o reconhecimento vieram em 1954 com Sublime Obsessão, em que Hudson aparecia como um "bad boy" que se redime. O filme recebeu críticas positivas, com a revista Modern Screen Magazine citando Hudson como o ator mais popular do ano. Sua popularidade aumentou com o filme de George Stevens, Giant (1956). Hudson e seu colega de filme James Dean foram ambos indicados ao Oscar na categoria de Melhor Ator. Na década de 1950, Hudson fez nove filmes com o aclamado diretor e figura paterna Douglas Sirk, com o favorito de Sirk sendo Almas Maculadas (1958).
Após o aclamado filme de Richard Brooks Something of Value (1957) veio a tocante performance no fracasso de bilheteria de Charles Vidor A Farewell to Arms (1957). Para fazer A Farewell to Arms, Hudson teve que recusar o papel que acabou sendo de  Marlon Brando em Sayonara, o que seria de William Holden em A Ponte do Rio Kwai, e o que foi de Charlton Heston em Ben-Hur. A Farewell to Arms recebeu críticas negativas, falhou nas bilheterias e se tornou a última produção de David O. Selznick.

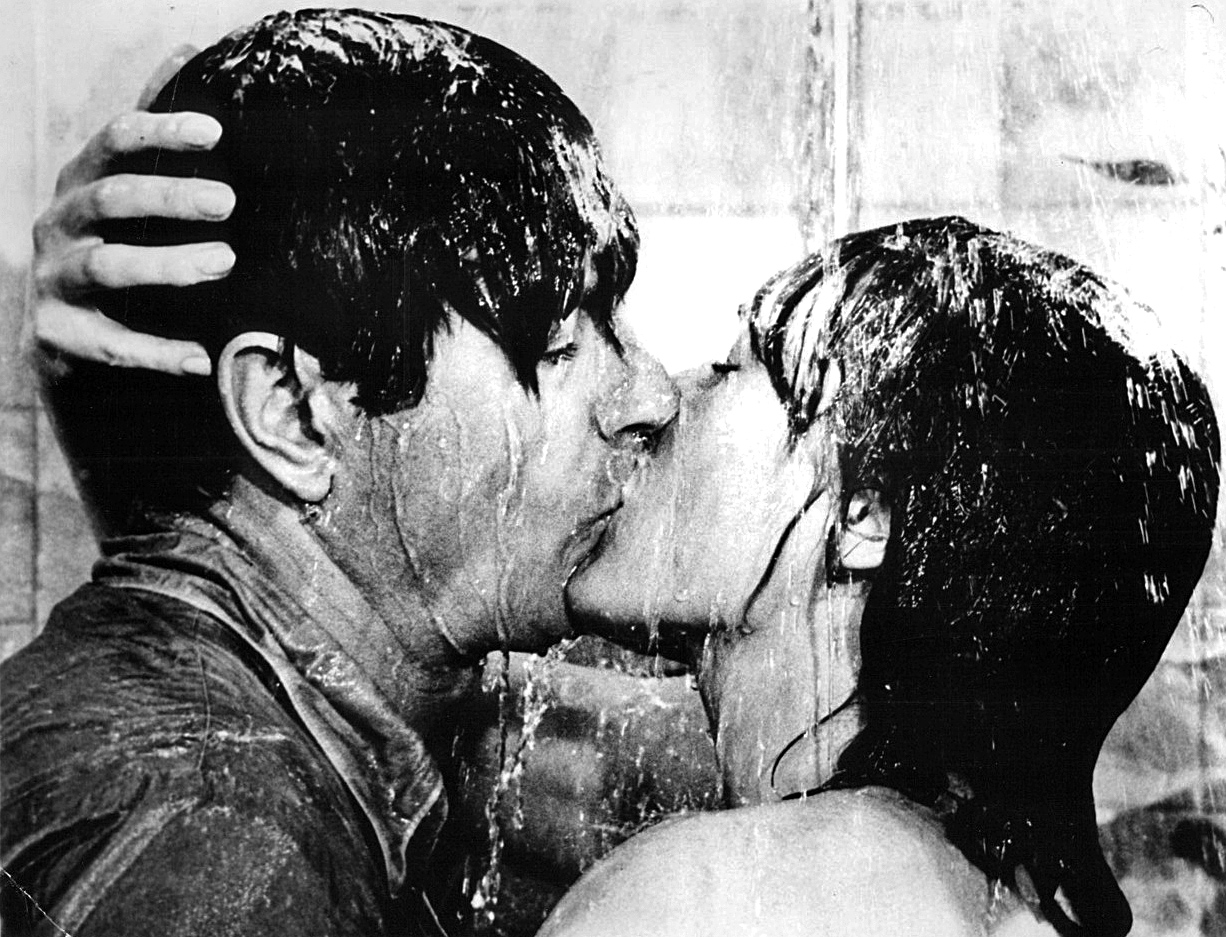
Hudson e Julie Andrews em Lili, minha adorável espiã, filme musical de 1970

Hudson embarcou na década de 1960 em uma onda de comédias românticas. Ele interpretou personagens humorísticos em Confidências à Meia-Noite, a primeira de três atuações lucrativas co-estreladas com Doris Day. Este foi seguido por Volta meu amor, Quando Setembro Vier, Não Me Mandem Flores, Man's Favorite Sport?, Labirinto de Paixões, e Amor à Italiana. Junto com Cary Grant, Hudson foi considerado um dos astros mais bem vestidos de Hollywood, e recebeu Top 10 Stars of the Year, um recorde, oito vezes de 1957-1964. Ele trabalhou fora de seu gênero usual no thriller de ficção científica O Segundo Rosto (1966). O filme fracassou, mas posteriormente ganhou status de cult e a performance de Hudson é frequentemente mencionada como uma de suas melhores. Ele também tentou a sorte no gênero ação com Tobruk (1967) e o thriller de espionagem Estação Polar Zebra (1968), um papel pelo qual ele lutou ativamente e que permaneceu como seu favorito. Ele também se envolveu em westerns com Jamais Foram Vencidos (1969).
A popularidade de Hudson nas telonas diminuiu após a década de 1960. Durante os anos 1970 e 1980, ele estrelou em uma série de filmes para televisão e séries. Sua série de televisão de maior sucesso foi Os Detetives ao lado de Susan Saint James, a qual foi "ao ar" de 1971-1977. Hudson fez o papel do comissário de polícia Stewart "Mac" McMillan, com Saint James como sua esposa Sally, e sua química na tela ajudou a tornar o programa um sucesso. Hudson se arriscou e surpreendeu a muitos, fazendo uma incursão bem-sucedida no teatro no final de sua carreira, sendo a mais aclamada de suas atuações I Do! I Do! de 1974.

Hudson no papel principal de Embrião (1976), um clássico do horror/ficção científica

No início dos anos 1980, após anos de consumo excessivo de álcool e tabagismo, Hudson começou a ter problemas de saúde que resultaram em um ataque cardíaco em novembro de 1981. Uma emergencial quíntupla cirurgia de ponte de safena deixaram adiado o seu novo programa de televisão Operação Devlin por um ano, e o programa foi cancelado em dezembro de 1982 logo após ter ido ao ar pela primeira vez. Hudson se recuperou da cirurgia cardíaca, mas continuou a fumar. Ele, no entanto, continuou a trabalhar fazendo participações em vários filmes de televisão. Ele estava com problemas de saúde durante as filmagens do drama de ação O Embaixador, em Israel, durante os meses de inverno naquele país, de 1983 a 1984. Dizia-se que ele não se dava bem com sua co-estrela Robert Mitchum, pois Mitchum tinha um sério problema com a bebida e muitas vezes entrava em conflito fora das câmeras com Hudson e outros membros do elenco e da equipe de produção. Durante 1984, enquanto filmava o drama televisivo The Vegas Strip Wars, a saúde de Hudson piorou e surgiram rumores de que ele sofria de câncer de fígado (entre outras doenças), por causa de seu rosto e porte cada vez mais magros.
De dezembro de 1984 a abril de 1985, Hudson interpretou um papel recorrente no horário nobre na novela da ABC Dynasty, como Daniel Reece, o par romântico de Krystle Carrington (interpretada por Linda Evans) e pai biológico do personagem Sammy Jo Carrington (Heather Locklear). Enquanto há muito se sabia que ele tinha dificuldade em memorizar falas, o que resultou no uso de cartões com as falas escritas, foi a própria fala de Hudson que visivelmente começou a deteriorar-se em Dynasty. Ele foi originalmente escalado para aparecer na quinta temporada da série; no entanto, devido à progressiva debilitação de sua saúde, seu personagem foi abruptamente retirado do programa e morto fora da tela.

## Vida pessoal
Enquanto a carreira de Hudson estava se desenvolvendo, ele e seu agente Henry Willson mantiveram sua vida pessoal fora das manchetes. Em 1955, a revista Confidential ameaçou publicar uma matéria sobre a vida homossexual secreta de Hudson. Willson parou a divulgação fornecendo informações sobre dois de seus outros clientes.  De acordo com alguns colegas, a homossexualidade de Hudson era bem conhecida em Hollywood ao longo de sua carreira, e as ex co-estrelas Elizabeth Taylor e Susan Saint James afirmaram que elas sabiam de sua atividade homossexual, assim como Carol Burnett.
Logo após o incidente com a Confidencial, Hudson se casou com a secretária de Willson, uma mulher chamada Phyllis Gates. Gates mais tarde escreveu que ela namorou Hudson por vários meses, viveu com ele por dois meses antes de sua proposta de casamento surpresa, e casou-se com Hudson por amor e não (como mais tarde foi relatado) para evitar uma exposição da orientação sexual de Hudson. A cobertura da imprensa do casamento citou Hudson como tendo dito: "Quando faço uma lista das minhas bênçãos, o meu casamento está no topo da lista". Gates pediu o divórcio depois de três anos em abril de 1958, citando crueldade mental. Hudson não contestou o divórcio, e Gates recebeu pensão de US$ 250 semanais, durante 10 anos.  Após sua morte por câncer de pulmão em janeiro de 2006, alguns informantes teriam afirmado que ela era, na verdade, lésbica e que se casou com Hudson pelo seu dinheiro, sabendo desde o início de seu relacionamento que ele era gay. Ela nunca se casou novamente.
De acordo com a biografia de 1986 Rock Hudson: História de Sua Vida de Hudson e Sara Davidson, Hudson era muito amigo do romancista norte-americano Armistead Maupin, e seus amantes incluíam Jack Coates (nascido em 1944); Tom Clark (1933-1995), que mais tarde também publicou um livro de memórias sobre Hudson, Rock Hudson: Amigo Meu, e Marc Christian, que mais tarde ganhou uma ação contra o espólio Hudson. Uma lenda urbana diz que Hudson "casou" com Jim Nabors no início dos anos 1970. Não apenas o casamento entre pessoas do mesmo sexo não era reconhecido sob as leis de nenhum dos estados dos E.U.A. na época, como também, ao menos publicamente, ambos Hudson e Nabors (os quais eram homossexuais enrustidos) não foram nada mais do que amigos. De acordo com Hudson, a lenda originou-se com um grupo de "homossexuais de meia-idade que vivem em Huntington Beach" que, como piada, enviou convites para sua confraternização anual. Um ano, o grupo convidou seus membros para testemunhar "o casamento de Rock Hudson e Jim Nabors", em que Hudson adotaria o sobrenome do personagem mais famoso de Nabors, Gomer Pyle, tornando-se Rock Pyle. A "piada", evidentemente, já havia chegado na mídia no início dos anos 1970. Na edição de outubro de 1972 da revista MAD (edição nº 154), um artigo intitulado Quando Assistir Televisão, Pode Ter Certeza Que Você Vai Ver..., a colunista de fofoca 'Rona Boring' afirma: "E não há um grão de verdade no rumor vicioso de que o astro de cinema e TV Rock Heman e o cantor Jim Nelly se casaram secretamente! Rock e Jim são apenas bons amigos! Repito, eles não são casados! Eles nem sequer vão namorar firme!". Aqueles que não conseguiram entender a piada espalharam o boato. Como resultado, Hudson e Nabors nunca mais se falaram novamente. Três anos depois, Nabors começaria um relacionamento de longo prazo (que até 2013 permaneceria secreto) com Stan Cadwallader, o homem com quem ele acabaria se casando uma vez que o casamento entre pessoas do mesmo sexo foi legalizado.

## Doença e morte

Hudson (à esquerda) com o presidente Ronald Reagan e a primeira-dama Nancy Reagan em um jantar de Estado da Casa Branca, maio de 1984

Desconhecido do público, Hudson tinha sido diagnosticado com HIV em 5 de junho de 1984. Durante a maior parte de 1984 e 1985, Hudson manteve sua doença em segredo, continuando a trabalhar e ao mesmo tempo viajar para a França e outros países em busca de uma cura, ou pelo menos um tratamento para retardar o avanço da doença. Em 16 de julho de 1985, Hudson se juntou à sua velha amiga Doris Day para uma conferência de imprensa para anunciar o lançamento de seu novo programa na televisão a cabo Doris Day's Best Friends, no qual Hudson foi filmado visitando o rancho de Day em Carmel, Califórnia poucos dias antes. Sua aparência esquelética e padrão de fala quase incoerente foram tão chocantes que o encontro foi transmitido repetidamente nos noticiários nacionais naquela noite e por vários dias seguintes. Os meios de comunicação especularam sobre a saúde de Hudson. Depois que Hudson teve um colapso no Hotel Ritz em Paris, em 21 de julho, seu agente, Dale Olson, divulgou um comunicado afirmando que Hudson tinha um câncer de fígado inoperável. Olson negou relatos de que Hudson tinha AIDS e disse apenas que ele estava passando por testes para "tudo" no Hospital Americano de Paris.
Em 25 de julho de 1985, a agente de Hudson confirmou que Hudson tinha realmente contraído AIDS e havia sido diagnosticado há mais de um ano. Em outro comunicado à imprensa, um mês depois, Hudson especulou que pudesse ter contraído o HIV através de transfusão de sangue de um doador infectado durante as várias transfusões de sangue que ele recebeu durante sua operação de ponte de safena em novembro de 1981. Ele voou de volta para Los Angeles em 30 de julho. Hudson estava tão fraco que foi removido de maca do Air France Boeing 747 que tinha fretado e no qual ele e seus médicos assistentes eram os únicos passageiros. Ele foi levado de helicóptero para o Centro Médico Ronald Reagan, onde ficou quase um mês passando por mais tratamentos. Ele foi liberado do hospital no final de agosto de 1985 e voltou para sua casa, "The Castle" (O Castelo), em Beverly Hills.
Em 2 de outubro de 1985, Hudson morreu durante o sono devido a complicações relacionadas à AIDS em sua casa em Beverly Hills. Hudson havia solicitado que nenhum funeral fosse realizado. Seu corpo foi cremado horas após sua morte. Um cenotáfio foi estabelecido mais tarde no Forest Lawn Cemetery, Cathedral City, Califórnia nos Estados Unidos. A revelação da condição soropositiva de Hudson provocou uma generalizada discussão pública sobre sua homossexualidade. Na sua edição de 15 agosto de 1985, a revista People publicou uma história que debatia sua doença no contexto de sua sexualidade. O artigo altamente benevolente continha comentários de famosos colegas do show business como Angie Dickinson, Robert Stack, e Mamie Van Doren, que alegaram que sabiam sobre a homossexualidade de Hudson e expressaram seu apoio a ele. Naquela época, a People tinham uma circulação de mais de 2,8 milhões de cópias, e, como resultado desta e de outras histórias, teorias sobre a homossexualidade de Hudson tornaram-se totalmente público.
A revelação de Hudson teve um impacto imediato sobre a visibilidade da AIDS, e sobre o financiamento da pesquisa médica relacionada com a doença. Entre os ativistas que buscavam desestigmatizar a AIDS e suas vítimas, a revelação de sua própria infecção com a doença de Hudson foi visto como um evento que poderia transformar a percepção do público sobre a AIDS. Logo após o comunicado à imprensa no qual Hudson revelou sua infecção, William M. Hoffman, autor de As Is, uma peça sobre a Aids, que apareceu na Broadway em 1985, declarou: "Se Rock Hudson pode ter, pessoas boas podem ter. É só uma doença, não uma aflição moral". Ao mesmo tempo, Joan Rivers foi citado como tendo dito: "Há dois anos, quando organizei um evento beneficente para a AIDS, não consegui com que nem uma grande estrela sequer comparecesse. A confirmação de Rock é uma maneira horrível de trazer a AIDS à atenção do público americano, mas ao fazê-lo, Rock, em sua vida, ajudou milhões no processo. O que Rock fez requer verdadeira coragem". Morgan Fairchild disse que "a morte de Rock Hudson deu à AIDS um rosto". Em um telegrama que Hudson enviou a um evento beneficente de combate à AIDS de Hollywood, Commitment to Life, o qual ocorreu em setembro 1985, e ao qual não compareceu em pessoa por estar muito doente, Hudson disse: "Eu não estou feliz porque estou doente. Eu não estou feliz porque tenho AIDS. Mas se isso está ajudando outros, eu posso, pelo menos, saber que meu próprio infortúnio teve algum valor positivo".
Pouco depois de sua morte, a revista People relatou: "Desde que Hudson fez o anúncio, mais de 18 milhões de dólares em contribuições privadas (mais que o dobro do valor arrecadado em 1984) foi levantado para apoiar pesquisas sobre a AIDS e para cuidar de vítimas da AIDS (5523 relatados só em 1985). Poucos dias depois de que Hudson morreu, o Congresso destinou 221 milhões de dólares para desenvolver uma cura para a AIDS". Os organizadores do evento beneficente de Hollywood contra a AIDS, Commitment to Life, relataram que após o anúncio de Hudson de que ele sofria com a doença, foi necessário mover o evento para um local maior para acomodar o número de participantes que havia se tornado bem maior.
No entanto, a revelação de Hudson não dissipou imediatamente o estigma da AIDS. Embora o então presidente Ronald Reagan e sua esposa Nancy fossem amigos de Hudson, Reagan, que era visto por alguns como indiferente à doença e seus portadores, não fez nenhuma declaração pública sobre a condição de Hudson. Ao mesmo tempo, em particular, Reagan ligou para Hudson, em seu quarto de hospital em Paris, onde ele estava sendo tratado em julho de 1985, e Nancy Reagan telefonou para o presidente francês François Mitterrand para garantir que Hudson iria receber o melhor cuidado possível. A primeira menção pública de Reagan sobre a doença veio em resposta a perguntas numa conferência de imprensa em 15 Setembro de 1985, quase dois meses depois do anúncio de Hudson. Nessas observações, Reagan chamou a pesquisa médica sobre a AIDS de "prioridade principal". Porém, quando perguntado, "Se você tivesse filhos mais novos, você os mandaria para uma escola com uma criança que tivesse AIDS?", Reagan respondeu equivocadamente: "Feliz porque não tenho que encarar esse problema hoje .... Eu posso entender ambos os lados da história". Vários dias depois, Reagan enviou um telegrama ao evento beneficente contra à AIDS Commitment to Life, no qual ele reiterou sua posição de que seu governo faria do combate à propagação da AIDS uma prioridade. No entanto, Reagan não abordou publicamente a AIDS por mais dois longos anos.
Depois que Hudson revelou seu diagnóstico, surgiu uma controvérsia a respeito de sua participação em uma cena do drama de televisão Dynasty em que ele compartilhou um beijo com a atriz Linda Evans em um episódio. Ao filmar a cena, Hudson estava ciente de que tinha AIDS, mas não informou a ela. Alguns acharam que ele deveria ter revelado sua condição a ela previamente. Na época, sabia-se que o vírus estava presente em pequenas quantidades na saliva e nas lágrimas, mas não tinha havido relatos de casos de transmissão por beijo. No entanto, o Centro de Controle e Prevenção de Doenças havia advertido contra a troca de saliva com membros de grupos percebidos como de alto risco para a AIDS. De acordo com observações apresentadas em agosto de 1985 por Ed Asner, então presidente do Screen Actors Guild, a revelação de Hudson causou incipiente "pânico" dentro da indústria de cinema e televisão. Asner disse que  estava ciente de roteiros que estavam sendo reescritos para eliminar cenas de beijo. Mais tarde, no mesmo ano, o Guild emitiu regras que exigiam que os atores fossem notificados previamente de qualquer cena de beijo com "boca aberta", e que garantiam que eles poderiam recusar-se a participar de tais cenas sem penalidade. A própria Linda Evans parece não ter ficado brava com  Hudson, e pediu para apresentar o segmento do evento beneficente Commitment to Life  de 1985 que era dedicado a Hudson.

## Legado
Por sua contribuição à indústria cinematográfica, Hudson tem uma estrela na Hollywood Walk of Fame localizada em Hollywood Blvd 6116. Depois de sua morte, Elizabeth Taylor, sua co-estrela no filme Giant, comprou uma placa de bronze para Hudson no West Hollywood Memorial Walk. Em 2002, uma Golden Palm Star no Palm Springs Walk of Stars foi dedicada a ele.

## Processo
Após a morte de Hudson, Marc Christian, ex-amante de Hudson, entrou com um processo contra seu patrimônio em razão da "imposição intencional de sofrimento emocional". Christian afirmou que Hudson continuou a ter relações sexuais com ele até fevereiro de 1985, mais de oito meses depois de Hudson saber que tinha HIV. Embora ele tenha obtido repetidamente resultado negativo para HIV, Christian afirmou que sofreu de "estresse emocional grave" depois de saber através de um noticiário que Hudson tinha morrido de AIDS. Christian também processou o secretário pessoal de Hudson, Mark Miller, em 10 milhões de dólares porque Miller teria mentido para ele sobre a doença de Hudson. Em 1989, um júri concedeu a Christian 21,75 milhões de dólares em danos, mais tarde reduzidos a $ 5,5 milhões de dólares. Christian morreu de "problemas pulmonares" causados por anos de tabagismo pesado em junho de 2009.
No livro Rock Hudson, Amigo Meu do seu agente Tom Clark, Clark disse que ia ao túmulo acreditando que Hudson adquiriu HIV por transfusões de sangue durante sua emergencial quíntupla cirurgia de ponte de safena em 1981. O livro de Clark caracterizou Christian como "um criminoso, um ladrão, uma pessoa impura, um chantagista, um psicótico, um extorsionário, um falsificador, um perjuro, um mentiroso, um prostituto, um incendiário e um invasor". Christian então processou Clark. Christian estava vivendo na casa de hóspedes depois que Clark, que tinha saído em 1983, voltou para a casa de Hudson em 1985, para cuidar dele, a pedido do assistente de Mark Miller. Em 2010, Robert Parque Mills, o advogado que representava o patrimônio de Hudson contra Christian no tribunal, lançou um livro intitulado Between Rock and a Hard Place: In Defense of Rock Hudson. No livro, Mills discute detalhes do julgamento e também questiona as alegações de Christian contra Hudson.

## Filmografia

### Filmes
| Ano  | Título                    | Título em português                            | Personagem                      | Notas                           |
| ---- | ------------------------- | ---------------------------------------------- | ------------------------------- | ------------------------------- |
| 1948 | Fighter Squadron          | br: Sangue, Suor e Lágrimas                    | Segundo tenente                 | Não creditado                   |
| 1949 | Undertow                  | br: Sangue Acusador                            | Detetive                        | Creditado como Roc Hudson       |
| 1950 | One Way Street            | br: Nem o Céu Perdoa                           | Morotista de caminhão           | Não creditado                   |
| 1950 | I Was a Shoplifter        | br: Larápios                                   | Detetive de loja                |                                 |
| 1950 | Peggy                     | br: Peggy                                      | Johnny "Scat" Mitchell          |                                 |
| 1950 | Winchester '73            | br: Winchester '73                             | Young Bull                      |                                 |
| 1950 | The Desert Hawk           | br: O Gavião do Deserto                        | Capitão Ras                     |                                 |
| 1950 | Shakedown                 | br: Extorsão                                   | Ted                             |                                 |
| 1951 | Tomahawk                  | br: Coração Selvagem                           | Burt Hanna                      |                                 |
| 1951 | Air Cadet                 | br: Escola de Bravos                           | Aluno                           |                                 |
| 1951 | The Fat Man               | br: Crime no Circo                             | Roy Clark                       |                                 |
| 1951 | Bright Victory            | br: Só Resta a Esperança                       | Dudek                           |                                 |
| 1951 | Iron Man                  | br: O Demolidor                                | Tommy "Speed" O'Keefe (Kosco)   |                                 |
| 1952 | Bend of the River         | br: E o Sangue Semeou a Terra                  | Trey Wilson                     |                                 |
| 1952 | Here Come the Nelsons     | br: A Família do Barulho                       | Charles E. "Charlie" Jones      |                                 |
| 1952 | Scarlet Angel             | br: Anjo Escarlate                             | Capitão Frank Truscott (Panama) |                                 |
| 1952 | Has Anybody Seen My Gal?  | br: Sinfonia Prateada pt: Viram a Minha Noiva? | Dan Stebbins                    |                                 |
| 1952 | Horizons West             | br: Império do Pavor                           | Neil Hammond                    |                                 |
| 1953 | The Lawless Breed         | br: Bando de Renegados                         | John Wesley Hardin              |                                 |
| 1953 | Seminole                  | br: Seminole                                   | Lance Caldwell                  |                                 |
| 1953 | Sea Devils                | br: Gigantes em Fúria                          | Gilliatt                        |                                 |
| 1953 | The Golden Blade          | br: A Espada de Damasco                        | Harun                           |                                 |
| 1953 | Gun Fury                  | br: Irmãos Inimigos                            | Ben Warren                      |                                 |
| 1953 | Back to God's Country     | br: Choque de Paixões                          | Peter Keith                     |                                 |
| 1953 | Beneath the 12-Mile Reef  | br: Rochedos da Morte                          | Narrador                        | Não creditado                   |
| 1954 | Taza, Son of Cochise      | br: Herança Sagrada                            | Taza                            |                                 |
| 1954 | Magnificent Obsession     | br: Sublime Obsessão                           | Bob Merrick                     |                                 |
| 1954 | Bengal Brigade            | br: Rifles Para Bengala                        | Capt. Jeffrey Claybourne        |                                 |
| 1955 | Captain Lightfoot         | br: Sangue Rebelde                             | Michael Martin                  |                                 |
| 1955 | One Desire                | br: Seu Único Desejo                           | Clint Saunders                  |                                 |
| 1955 | All That Heaven Allows    | br: Tudo o Que o Céu Permite                   | Ron Kirby                       |                                 |
| 1956 | Never Say Goodbye         | br: Nunca Deixei de Te Amar                    | Dr. Michael Parker              |                                 |
| 1956 | Giant                     | br: Assim Caminha a Humanidade pt: O Gigante   | Jordan "Bick" Benedict, Jr.     | Indicado - Oscar de melhor ator |
| 1956 | Written on the Wind       | br: Palavras ao Vento                          | Mitch Wayne                     |                                 |
| 1957 | Battle Hymns              | br: Hino de uma Consciência                    | Cel. Dean Hess                  |                                 |
| 1957 | Something of Value        | br: Sangue Sobre a Terra                       | Peter                           |                                 |
| 1957 | The Tarnished Angels      | br: Almas Maculadas                            | Burke Devlin                    |                                 |
| 1957 | A Farewell to Arms        | br: Adeus às Armas                             | Ten. Frederick Henry            |                                 |
| 1958 | Twilight for the Gods     | br: Turbilhão de Paixões                       | Capitão David Bell              |                                 |
| 1959 | This Earth Is Mine        | br: O Vale das Paixões                         | John Rambeau                    |                                 |
| 1959 | Pillow Talk               | br: Confidências à Meia-Noite                  | Brad Allen                      |                                 |
| 1961 | The Last Sunset           | br: O Último Por-do-Sol                        | Dana Stribling                  |                                 |
| 1961 | Come September            | br: Quando Setembro Vier                       | Robert L. Talbot                |                                 |
| 1961 | Lover Come Back           | br: Volta, Meu Amor                            | Jerry Webster                   |                                 |
| 1962 | The Spiral Road           | br: Labirinto de Paixões                       | Dr. Anton Drager                |                                 |
| 1963 | Marilyn                   | br: Marilyn                                    | Narrador                        | Documentário                    |
| 1963 | A Gathering of Eagles     | br: Águias em Alerta                           | Cel. Jim Caldwell               |                                 |
| 1964 | Man's Favorite Sport?     | br: O Esporte Favorito do Homem                | Roger Willoughby                |                                 |
| 1964 | Send Me No Flowers        | br: Não Me Mandem Flores                       | George                          |                                 |
| 1965 | Strange Bedfellows        | br: Amor à Italiana                            | Carter Harrison                 |                                 |
| 1965 | A Very Special Favor      | br: Um Favor Muito Especial                    | Paul Chadwick                   |                                 |
| 1965 | Blindfold                 | br: De Olhos Vendados                          | Dr. Bartholomew Snow            |                                 |
| 1966 | Seconds                   | br: O Segundo Rosto                            | Antiochus "Tony" Wilson         |                                 |
| 1967 | Tobruk                    | br: Tobruk                                     | Maj. Donald Craig               |                                 |
| 1968 | A Fine Pair               | br: A Gatinha Que Eu Quero                     | Cap. Mike Harmon                |                                 |
| 1968 | Ice Station Zebra         | br: Estação Polar Zebra                        | Com. James Ferraday             |                                 |
| 1969 | The Undefeated            | br: Jamais Foram Vencidos                      | Cel. James Langdon              |                                 |
| 1970 | Darling Lili              | br: Minha Adorável Espiã                       | Major William Larrabee          |                                 |
| 1970 | Hornets’ Nest             | br: Ninho de Vespas                            | Turner                          |                                 |
| 1971 | Pretty Maids All in a Row | br: Garotas Lindas aos Montes                  | Michael "Tiger" McDrew          |                                 |
| 1973 | Showdown                  | br: Inimigos à Força                           | Chuck Jarvis                    |                                 |
| 1976 | Embryo                    | br: Embrião                                    | Dr. Paul Holliston              |                                 |
| 1978 | Avalanche                 | br: Avalanche                                  | David Shelby                    |                                 |
| 1980 | The Mirror Crack'd        | br: A Maldição do Espelho                      | Jason Rudd                      |                                 |
| 1984 | The Ambassador            | br: O Embaixador                               | Frank Stevenson                 |                                 |

### Televisão
| Ano       | Título                | Papel                                        | Notas                     |
| --------- | --------------------- | -------------------------------------------- | ------------------------- |
| 1971–1977 | Os Detetives          | Comissário de Polícia Stewart "Mac" McMillan | 40 episódios              |
| 1978      | Wheels                | Adam Trenton                                 | Minissérie                |
| 1980      | Superstunt II         |                                              | Filme para TV             |
| 1980      | Crônicas Marcianas    | Cel. John Wilder                             | Minissérie                |
| 1981      | The Star Maker        | Danny Youngblood                             | Filme para TV             |
| 1982      | World War III         | Presidente Thomas McKenna                    | Filme para TV             |
| 1982      | The Devlin Connection | Brian Devlin                                 | 13 episódios              |
| 1984      | The Vegas Strip War   | Neil Chaine                                  | Filme para TV             |
| 1984–1985 | Dinastia              | Daniel Reece                                 | 9 episódios; último papel |

### Participações na televisão
| Ano       | Título                      | Papel       | Notas                        |
| --------- | --------------------------- | ----------- | ---------------------------- |
| 1954–1955 | The Colgate Comedy Hour     | Ele próprio | 2 episódios                  |
| 1955      | I Love Lucy                 | Ele próprio | Episódio: "In Palm Springs"  |
| 1962      | The Jack Benny Program      | Ele próprio | Episódio: "Rock Hudson Show" |
| 1968–1969 | Rowan & Martin's Laugh-In   | Ele próprio | 3 episódios                  |
| 1970      | The Jim Nabors Hour         | Ele próprio | 1 episódio                   |
| 1975–1977 | The Carol Burnett Show      | Ele próprio | 3 episódios                  |
| 1980      | The Beatrice Arthur Special | Ele próprio |                              |

## Prêmios
| Ano  | Premiação          | Categoria                                        | Trabalho                    |
| ---- | ------------------ | ------------------------------------------------ | --------------------------- |
| 1956 | Photoplay Awards   | Estrela Masculina Mais Popular                   | Ele próprio                 |
| 1957 | Photoplay Awards   | Estrela Masculina Mais Popular                   | Ele próprio                 |
| 1958 | Laurel Awards      | Estrela Masculina Favorita                       | Ele próprio                 |
| 1959 | Bambi Awards       | Melhor Ator - Internacional                      | O Vale das Paixões          |
| 1959 | Golden Globe Award | Favorito de Filme no Mundo – Masculino           | Ele próprio                 |
| 1959 | Laurel Awards      | Estrela Masculina Favorita                       | Ele próprio                 |
| 1959 | Photoplay Awards   | Estrela Masculina Mais Popular                   | Ele próprio                 |
| 1960 | Bambi Awards       | Melhor Ator - Internacional                      | Confidências à Meia-Noite   |
| 1960 | Golden Globe Award | Favorito de Filme no Mundo – Masculino           | Ele próprio                 |
| 1960 | Laurel Awards      | Estrela Masculina Favorita                       | Ele próprio                 |
| 1961 | Bambi Awards       | Melhor Ator - Internacional                      | Quando Setembro Vier        |
| 1961 | Golden Globe Award | Favorito de Filme no Mundo – Masculino           | Ele próprio                 |
| 1962 | Bambi Awards       | Melhor Ator - Internacional                      | Labirinto de Paixões        |
| 1963 | Golden Globe Award | Favorito de Filme no Mundo – Masculino           | Ele próprio                 |
| 1963 | Laurel Awards      | Estrela Masculina Favorita                       | Ele próprio                 |
| 1964 | Bambi Awards       | Melhor Ator - Internacional                      | O Esporte Favorito do Homem |
| 1967 | Bambi Awards       | Melhor Ator - Internacional                      | O Segundo Rosto             |
| 1977 | TP de Oro          | Melhor Ator Estrangeiro (Mejor Actor Extranjero) | Os Detetives                |

## Influência na cultura popular
Hudson já foi objeto de três peças: Rock (2008), estrelado por Michael Xavier como Hudson, For Roy (2010), estrelado por Richard Henzel como Hudson, e Hollywood Valhalla (2011), estrelado por Patrick Byrnes como Hudson.
Hudson é também tema do futuro filme "The Making of Rock Hudson" roteirizado por Tyler Ruggeri, atualmente em desenvolvimento com a Maven Pictures e Gadabout: A Moving Picture Compan.